# Striking Distance
Striking Distance är en amerikansk action-thriller från 1993 som är regisserad av Rowdy Herrington med Bruce Willis och 
Sarah Jessica Parker i huvudrollerna som Tom Hardy och Jo Christman. 

## Handling
Den före detta mordutredaren Tom Hardy (Bruce Willis) samarbetar väldigt ogärna med sina kollegor. När hans far blir mördad försöker Tom få reda på identiteten på mördaren för att med egna metoder lösa mordet, men tvingas istället att patrullera på floderna i Pittsburgh. En ny mordvåg sveper över Pittsburgh och Tom är övertygad om att det är samme person som dödade hans far som utfört brotten. När sen Toms före detta flickavän hittas mördad står Tom själv högst upp på listan över de misstänkta gärningsmännen.

## Om filmen
Striking Distance regisserades av Rowdy Herrington, som även skrev filmens manus tillsammans med Marty Kaplan. 
Filmen spelades in i på olika platser runt omkring i Pittsburgh och Pennsylvania, USA och hade från början titeln Three Rivers. Den hade Sverigepremiär den 8 april 1994.

## Roller (urval)
- Bruce Willis - Tom Hardy
- Sarah Jessica Parker - Jo Christman
- Dennis Farina - Nick Detillo
- Tom Sizemore - Danny Detillo
- Brion James - Eddie Eiler
- Robert Pastorelli - Jimmy Detillo
- Timothy Busfield - Tony Sacco
- John Mahoney - Vince Hardy
- Andre Braugher - Frank Morris